# Cervus nippon grassianus
Il sika dello Shanxi (Cervus nippon grassianus Heude, 1884) è una rarissima sottospecie di sika, forse addirittura già scomparsa in natura. È anche una delle più grandi, con un'altezza al garrese di 105-110 cm e un peso di 100 kg. Il colore del mantello è fulvo o grigiastro scuro, ma si fa marrone sulla parte posteriore delle zampe. Le macchie sono quasi irriconoscibili. Fino a tempi recenti era diffuso con due popolazioni nelle foreste di montagna dei Monti Lüliang, nello Shanxi occidentale, mentre in epoca storica il suo areale era notevolmente più esteso, fino a comprendere l'intero Altopiano del Loess. Ormai non viene più avvistato da alcuni decenni e si ritiene addirittura che si sia estinto, ma oggigiorno non sono ancora stati compiuti sopralluoghi per valutarne lo status. Malgrado la presenza di individui riproduttori di razza pura allevati in alcune fattorie, non vi è abbastanza spazio disponibile per tentarne la reintroduzione e il governo cinese non ha ancora preso provvedimenti al riguardo.